# Bugogo
Bugogo är ett periodiskt vattendrag i Burundi.   Det ligger i provinsen Cankuzo, i den nordöstra delen av landet, 150 kilometer öster om huvudstaden Bujumbura.
Omgivningarna runt Bugogo är en mosaik av jordbruksmark och naturlig växtlighet. Runt Bugogo är det ganska tätbefolkat, med 96 invånare per kvadratkilometer.